# Okres Levoča
Der Okres Levoča (deutsch Bezirk Leutschau) ist eine Verwaltungseinheit im Osten der Slowakei mit 33.310 Einwohnern (31. Dezember 2024) und einer Fläche von 421 km².
Historisch gesehen liegt der Bezirk vollständig im ehemaligen Komitat Zips (siehe auch Liste der historischen Komitate Ungarns).

## Bevölkerung
| Jahr                | 1994   | 2004    | 2014    | 2024    |
| ------------------- | ------ | ------- | ------- | ------- |
| Anzahl der Personen | 30.330 | 32.266  | 33.391  | 33.310  |
| Unterschied         |        | +6,38 % | +3,48 % | −0,24 % |

| Jahr                | 2023   | 2024    |
| ------------------- | ------ | ------- |
| Anzahl der Personen | 33.192 | 33.310  |
| Unterschied         |        | +0,35 % |

## Städte
- Levoča (Leutschau)
- Spišské Podhradie (Kirchdrauf)

## Gemeinden
- Baldovce (Eckersdorf)
- Beharovce (Beharz)
- Bijacovce (Betendorf)
- Brutovce (Stenzelau)
- Buglovce (Schreibersdorf)
- Dlhé Stráže (Lengwart)
- Doľany (Lichtau)
- Domaňovce (Damannsdorf)
- Dravce (Drautz)
- Dúbrava (Eichendorf)
- Granč-Petrovce (Grantsch-Petersdorf)
- Harakovce (Harachsdorf)
- Jablonov (Apfelsdorf)
- Klčov (Koltsch-Kontschan)
- Korytné (Koritnau)
- Kurimany (Kirn)
- Lúčka (Wieschen)
- Nemešany (Nemeschan)
- Nižné Repaše (Unterripsch)
- Oľšavica (Olschau)
- Ordzovany (Radioltz)
- Pavľany (Sankt Paul)
- Poľanovce (Polansdorf)
- Pongrácovce (Pankratsdorf)
- Spišský Hrhov (Gorg)
- Spišský Štvrtok (Donnersmark)
- Studenec (Kohlbach)
- Torysky (Siebenbrunn)
- Uloža (Köppern)
- Vyšné Repaše (Oberripsch)
- Vyšný Slavkov (Oberschlauch)

Das Bezirksamt ist in Levoča.

## Kultur
In dem Artikel Denkmalgeschützte Objekte im Okres Levoča findet man Informationen über die vom slowakischen Denkmalamt geschützten Objekte im Okres.